# Умерен климат
Умерените климатични пояси се намират между тропиците и полярните области на Земята. Тезиозионните зони обикновено имат по-голяма годишна температурна амплитуда и по-отчетливи сезонни промени в сравнение с тропичните климати, където такива вариации са малки. Открояват се четири ясно изразени сезона: пролет, лято, есен и зима.
Условно, умерените зони заемат територии между 40 – 45° и 62 – 68° с. ш. в Северното полукълбо и между 42° и 58° ю. ш в Южното. В Северното полукълбо над ½ от областта на умерения пояс е заета от суша, докато в Южното 98% от умерения пояс попада върху вода. Годишното количество на валежите в по-голямата част от умерените пояси е в рамките на 500 – 800 mm.
Умереният климатичен пояс заема обширни територии от нашата планета, главно в Северното полукълбо. Заема голяма част от Северна Америка (САЩ и Канада), Европа и Азия. В Южното полукълбо има ограничено разпространение. Разпространен е в най-южните части на Южна Америка, Тасмания и южния остров на Нова Зеландия.
В зависимост от близостта до големи водни басейни, могат да се разграничат два типа умерен климат – океански и континентален. Континенталният климат има студена зима и горещо лято. Другият тип умерен климат е океанският, който се среща по западния бряг на Северна Америка, Западна Европа, както и южния остров на Нова Зеландия. Най-известна със своя океански климат е Великобритания. Например, в Лондон през януари температурите варират между 5 и 10 °C. През юли са в интервала 20 – 25 °C. Времето като цяло е дъждовно и облачно, но меко. Например Ню Йорк, който има умереноконтинентален климат, често преживява изключително студени зими със снежни бури и температури от -10 °C, а понякога дори по-ниски. В същото време летните температури могат да достигнат 40 °C. Умереният океански климат и умереният климат на западните брегове са целогодишно влажни. Снеговалеж пада във всички умереноконтинентални области, а на много места той е по-обилен от дъжда през зимата. По-голямата част от летните валежи падат в хода на гръмотевични бури.
В умерените климатични пояси е концентрирана по-голямата част от човешкото население, защото е условията им са леснопоносими за човека. В умерените ширини са разположени множество големи световноизвестни градове – Ню Йорк, Лондон, Париж, Москва, Пекин, Чикаго, Торонто и други. В тази климатична зона има много богато разнообразие от растителни видове. Срещат се най-вече широколистни листопадни и иглолистни видове. В някои части на света в тези географски ширини има обширни територии, покрити от тревиста растителност – степи (известни също като прерии). Прериите заемат широки територии в централната част на САЩ и Канада. Селското стопанство е широкомащабна практика в умерените райони, поради обилните валежи и топлите лета.